# يوسوكي موتا
يوسوكي موتا (باليابانية: 牟田 雄祐) (22 سبتمبر 1990 في فوكوكا في اليابان – )؛ هو لاعب كرة قدم ياباني سابق كان يلعب كمدافع.

## وصلات خارجية
- يوسوكي موتا على موقع رابطة كرة القدم اليابانية للمحترفين (اليابانية)
- يوسوكي موتا على موقع قاعدة بيانات كرة القدم.إي يو (الإنجليزية)
- يوسوكي موتا على موقع Soccerway.com (الإنجليزية)
- يوسوكي موتا على موقع عالم كرة القدم.نت (الإنجليزية)